# Fem veckor i en ballong
Fem veckor i en ballong (franska: Cinq semaines en ballon) är Jules Vernes debutroman från 1863. Samma år gavs den ut i Sverige. Förläggare var Pierre-Jules Hetzel (1814-1886). 

## Handling
Dr. Samuel Ferguson, hans vän Richard 'Dick' Kennedy och betjänten Joe ger sig av till Zanzibar i Afrika. Det är Fergusons avsikt att utforska de delar av Afrika som expeditionerna under Bart, Burton och Speke inte lyckades nå. Metoden med vilken han kommer försöka ta sig an den här uppgiften på är unik; med en luftballong, vid namn "Victoria". 